# 新克鲁赛罗
新克鲁赛罗是巴西米纳斯吉拉斯州的一个市镇。总面积1700.601平方公里，总人口30331人，人口密度17.8人/平方公里。